# 바이오니클
바이오니클(BIONICLE)는 레고 그룹에서 만든 장난감 시리즈이다. 바이오니클은 생물학(biology) + 연대기(chronicle)의 합성어이다. 실제로 "생체공학"(bionics) 파생되었다.

## 역사
2001년에 처음으로 만들어졌으며, 처음엔 전 시리즈인 슬라이져와 로보라이더와 매우 유사하였으나 지금은 이들과는 다른 독특한 형태를 지니고 있다. 원래 레고사에서는 슬라이져와 로보라이더를 연속으로 출시하였으나 큰 수익을 얻지 못했다. 그 이후로 방대하고 체계적인 스토리가 갖춰진 바이오니클을 출시하였고, 바이오니클은 큰 수익을 얻었다. 2010년에 바이오니클 스타즈를 마지막으로 끝마쳤다가 2015년에 리부트되어 출시했으나 1년만에 다시 중단했다.

## 스토리

### 2001 - 토아의 도래(Coming of the Toa)
아쿠아 마그나에 자리잡은 마타 누이 섬에는 마토란이라는 종족이 살고 있었는데, 그들은 섬에 정착하고 1년 후부터 마쿠타라 불리는 악의 존재에 의해 끊임없이 시달려 왔다. 마쿠타는 크라타라 불리는 애벌래를 이용해 섬에 서식하는 라히들을 오염시켜 본인의 통제 하에 둔 것이다. 마토란들은 1천년간 이 라히들과 전쟁을 치뤄야 했다.
그리고 마토란들이 정착하고 1000년 만에 토아라 불리는 영웅들이 마침네 마타 누이 섬에 도착한다. 그들은 각자 위대한 카노히 가면들토과 마코키 스톤 조각들을 모아 마쿠타의 본거지인 망가이아에 집입하는데 성공한다. 그들은 마나스와 쉐도우 토아를 물리친 다음 마쿠타를 일시적으로 무력화시킨다.

### 2002 - 보록 군단(The Bohrok Swarms)
마쿠타는 마타 누이  섬 지하에 잠들어 있던 보록 군단을 깨운다. 그들의 목표는 마타 누이 섬의 모든 것들을 파괴하는 것이다. 그들은 마타 누이 전 지역을 휩쓸고 다니며 마을과 건축물들을 파괴했다. 마침네 토아들은 각각 6 종류의 크라나들을 모아 보록 여왕 바라그의 둥지에 침투한다. 토아 마타들은 여섯 원소의 힘을 합성해 바라그를 프로토더미스에 봉인한다. 그들이 승리한 직후, 토아들은 에너자이지드 프로토더미스에 빠져 변이를 일으키게 되고 결과적으로 더 강한 능력과 힘을 가진 토아 누바로 변하게 된다. 

### 2003 - 보록-칼의 공습/빛의 가면(The Bohrok-Kal Strike / Mask of Light)
봉인된 바라그는 텔레파시로 여섯 엘리트 보록인 보록-칼을 깨운다. 그들의 목표는 봉인된 바라그를 깨우는 것. 그들은 토아 누바들의 힘의 원천인 누바 심볼을 훔쳐 그 여섯 힘을 합성해 바라그를 깨우려 한다. 그러나 투라가 바카마에게서 시간의 가면을 받은 타후 누바에 의해 에너지가 과부하돼서 계획이 무산되고 만다. 
한편 마토란인 잘라와 타쿠아는 타 코로 마을에 숨겨진 빛의 가면 아보키를 발견한다. 투라가들은 빛의 가면의 주인은 일곱번째 토아이며, 누군가가 그를 찾아 나서야 한다는 것을 알려준다. 결국 잘라와 타쿠아는 일곱번째 토아를 찾으러 떠나고 그림자의 힘에 기반한 마쿠타는 위협을 느껴 락시들을 보내기에 이른다. 우여곡절 끝나 타쿠아가 일곱번째 토아가 될 운명이었다는 것이 밝혀지고, 타쿠아는 빛의 가면을 쓰고 빛의 토아 타카누바로 거듭난다. 일곱명의 토아들은 키니 누이에서 힘을 합쳐 락시들을 쓰러뜨리고, 타카누바는 마쿠타의 본거지에 처들어가 마침네 그를 쓰러뜨린다. 타카누바와 토아들은 마쿠타가 지키고 있던 비밀의 문을 열어보았고, 그 너머에는 광대한 지하세계가 펼쳐져 있었다. 지하에는 거대한 돔이 있었고, 위에 뚫린 구명으로 햇빛이 들어와 낮처럼 밝았으며 은빛 바다로 둘러쌓인 도시 섬이 한가운데에 자리잡고 있었다.

### 2004 - 메트루 누이의 전설(Legends of Metru Nui)
마타 누이 섬의 장로들이었던 투라가는 이 지하세계의 비밀을 밝힌다. 마토란들은 원래 이 지하세계의 주민들이었으며, 돔 한 가운데 있는 섬은 메트루 누이였다. 2004년 스토리는 투라가 바카마가 1천여년 전 메트루 누이에 살던 시절을 회상하는 이야기다. 
1천년 전, 메트루 누이는 토아 망가이라는 팀에게 보호받고 있었다. 그러나 니디키나 투옛과 같은 토아 망가이의 멤버들은 팀을 배신했고, 오로지 토아 리칸만이 메트루 누이를 수호하고 있었다. 그러나 어느 순간부터 마토란들이 사라지기 시작했고, 모부작이라 불리는 살아있는 식물이 섬 곳곳에 피해를 입혔다. 이에 토아 리칸은 새로운 토아가 될 여섯 마토란들을 선택해 "토아 스톤"을 나누어준다.
그는 가장 마지막으로 마토란이었던 바카마에게 토아 스톤을 건내주었고, 이를 끝으로 마쿠타에게 고용된 어둠의 사냥꾼들에게 잡혀간다. 이 때 리칸을 잡아간 어둠의 사냥꾼은 오래전 리칸을 배신한 니디키. 여섯 마토란들은 위대한 사원에 모여 토아 스톤으로 토아 수바를 작동시켰고, 토아 수바는 여섯 마토란들을 토아로 변이시켰다.
토아가 된 직후, 바카마는 환영을 본다. 환영을 통해 바카마는 도시를 위협하는 모부작을 물리치기 위해선 여섯개의 위대한 카노카 디스크를 찾아야 한다는 것을 알게 된다. 새로운 여섯 "토아 메트루"들은 도시 곧곧에 숨겨진 원반들을 찾아내 모부작을 쓰러뜨린다. 그리고 콜로세움으로 가 도시의 통치자인 투라가 두마에게 본인들을 새로운 수호자로 임명해 달라고 주장하지만, 투라가 두마는 오히려 누주, 오네와, 웨누아 세 토아를 잡아 수감하고, 나머지 바카마, 노카마, 마타우는 도망자 신세가 된다. 
도망 중, 바카마는 여섯개의 위대한 원반들을 주조해 시간의 가면을 만들고, 누주를 비롯한 수감된 토아들은 감옥에서 어둠의 사냥꾼들에게 잡혀간 리칸을 만난다. 바카마를 비롯한 세 토아들은 감옥에 침투해 리칸의 도움을 받으려 하지만 리칸은 이미 토아로서의 힘을 잃고 투라가가 되어버린 후였다. 리칸은 본인의 힘을 여섯 마토란들에게 나누어주어 그들을 토아로 만든 것이었다. 그곳에서 마토란 스피어라는 은색 구체에 같힌 채 투라가 두마가 수감되어 있는 것을 발견한다. 토아들은 사실 마쿠타가 투라가 두마의 가면을 쓰고 두마 행세를 하며 도시를 통치하고 있다는 것을 깨달았다.
또한 마쿠타는 마토란들을 이와 같은 마토란 스피어에 가둬버렸다. 마토란 스피어 안에서 기억을 모두 잃은 마토란들에게 새로운 지도자로 군림하는 것이 마쿠타의 목적이었던 것이다. 토아 메트루는 일부 몇몇 마토란들이 갖힌 스피어들만 우선 수송선에 싣고 메트루 누이를 탈출하려 한다. 이 때 바카마는 다시 한 번 환영은 본다. 환영 속에서 메트루 누이의 돔, 즉 위대한 장벽 너머의 빛을 따라가라는 메시지를 받는다. 토아 메트루는 바키 수송선을 타고 메르루 누이 돔에 있는 빛이 새어나오는 구멍을 향해 나아간다.
마쿠타는 본인이 고용한 어둠의 사냥꾼 니디키와 크레카를 흡수해 몸을 강화한다. 그들을 막고 바카마가 만든 시간의 가면을 빼앗기 위해 따라온다. 토아들은 각자의 능력을 사용했고, 바카마는시간의 가면을 사용해 마쿠타의 공격을 막으려 하지만 그 강력한 힘을 제대로 통제하지 못했다. 결국 바카마는 마쿠타에게 죽을 위기에 처하나 투라가 리칸이 마쿠타와 바카마의 사이를 가로막으며 대신 희생해 죽고 만다. 리칸은 죽기 직전 유품으로 자신의 가면을 남긴다.
바카마는 카노카 디스크를 날려 시간의 가면을 은빛 바다에 빠뜨린 후, 다른 토아들과 여섯 원소를 합성해 마쿠타를 프로토더미스에 가두고 위대한 장벽 너머에서 마타 누이 섬을 발견한다.

### 2005 - 보이지 않는 함정(Web of Shadows)
- 배경세계: 메트루 누이
- 제품: 토아 호디카, 비소락, 라하가, 시도락, 루다카, 키통구, 토아 하가(이루이니, 노릭)

토아 메트루들은 여섯 마토란만 마타누이섬에 두고온 후 다른마토란들을 구출하기 위해 다시 메트루누이로 돌아간다. 그런데 메트루누이는 비소락이라는 거미라히들에게 점령당했다. 그들의 왕 시도락과 루다카는 토아메트루에게 호디카베놈으로 토아메트루들을 토아호디카로 바꾸어버리고 높은곳에서 떨어트려죽게하려고했지만 라하가라는 자들이 토아호디카를 구출해내었다. 바카마는 마타우와의 말다툼으로 인해팀원들을 버리고 루다카의 말에 넘어가버려 악한편이되어 라하가 노릭을 제외한 나머지 다섯 라하가를 전부 납치하였다. 한편 노릭은 호디카베놈을 없엘수있는 유일한 희망인 키통구를 찾으러 토아호디카와 함께 키통구를 찾는데 성공하고 같이 바카마를 구하러간다. 호디카들은 서로 협동을 해서 바카마를 돌려놓고 키통구는 시도락을 쓰러트린다. 그리고 바카마는 비소락들을 자유롭게해준뒤 루다카를 기절시키지만 그녀는 테리닥스가 봉인당한 프로미더스조각을 가지고 있었다. 바카마는 루다카를 쓰러트리고 테리닥스의 봉인을 풀어버린것이였다. 그리고 키통구는 토아호디카를 다시 돌려놓고 토아 메트루는 마타누이로 가서 마토란들을깨우고 투라가로 변한다.

### 2006 - 파멸의 섬(Island of Doom)
- 배경세계: 보야 누이
- 제품: 보야 누이 마토란, 토아 이니카, 피라카, 액손, 브루타카, 베존과 펜락, 움브라(국내 미발매)

### 2007 - 암흑의 바다(Sea of Darkness)
- 배경세계: 마리 누이
- 제품: 마리 누이 마토란, 토아 마리, 바라키, 녹턴, 가둔카, 하이드락손, 막실로스와 스피낙스, 레소빅

### 2008 - 최후의 전투(The Final Battle)
- 배경세계: 카르다 누이, 비밀의 늪
- 제품: 카르다 누이 마토란, 토아 누바, 토아 이그니카, 타카누바, 마쿠타 협회, 뮤트란과 비칸, 마쿠타 이카락스, 마제카

### 2009~2010 - 전설의 부활(The Legend Reborn),여정의 끝(Journey's End)
- 배경세계: 바라마그나
- 제품: 아고리, 글라토리안, 스타즈

### 2015~바이오니클2016~하나가되기위한여정 리부트 (Reboot)
- 배경세계: 오코토 섬
- 제품: 타후, 코파카, 갈리, 포하투, 오누아, 레와, 불의 수호자, 얼음의 수호자, 물의 수호자, 돌의 수호자, 흙의 수호자, 정글의 수호자, 에키무, 스컬 워리어, 스컬 슬라이서, 스컬 배셔, 스컬 스콜피온, 스컬 그라인더(컬타)
- 제품없음 :마쿠타 통제의 가면,궁극의힘의 마쿠타

## 특징
바이오니클은 2001년 첫 출시에는 레고 테크닉의 한 종류였으나, 인기를 많이 끌게 되면서 레고 테크닉에서 분리되었다. 2011년부터 2014년까지 바이오니클의 부재로 인해 새로운 스토리를 지닌 히어로 팩토리를 출시하였다.

## 같이 보기
- 바이오니클 제품 목록
- 바이오니클 히어로즈